# Lucius Aurunculeius Cotta
Lucius Aurunculeius Cotta († 54 v. Chr. bei Atuatuca, Nordgallien) war ein römischer Legat im Heer Gaius Iulius Caesars während des Gallischen Krieges. Darüber hinaus verfasste Cotta einen Bericht über die Geschichte der Römer.
Vielleicht gehörte Cotta schon zu den namentlich nicht genannten Legaten Caesars während des Jahres 58 v. Chr. 57 v. Chr. führte er beim Krieg Caesars gegen die Belger gemeinsam mit Quintus Pedius die gesamte Reiterei des Heeres gegen nach der Schlacht von Bibracte fliehende belgische Verbände. 55 v. Chr., während Caesars erstem Übergang nach Britannien, leitete Cotta zusammen mit dem Legaten Quintus Titurius Sabinus eine Strafexpedition gegen die Belgerstämme der Moriner und der Menapier, deren Gebiete wohl im Bereich der Schelde und des Rhein-Maas-Mündungsdeltas lagen. Zum letzten Mal trat Cotta im November 54 v. Chr. in Erscheinung. Zusammen mit Sabinus hatte er das Kommando über eine Legion und fünf Kohorten (rund 10.000 Mann), die bei dem befestigten Platz Atuatuca des keltischen Volksstammes der Eburonen ins Winterlager verlegt wurden. Dort wurden sie von den Eburonen unter Führung ihres Königs Ambiorix angegriffen.
Mit Hilfe einer List gelang es dem eburonischen König, die Römer aus ihrem befestigten Lager zu locken. Caesar schildert ausführlich die Auseinandersetzung zwischen den beiden Legaten Cotta und Sabinus, wobei ersterer das befestigte Lager verteidigen und auf Entsatz warten wollte, letzterer das Heil in der Flucht zum etwa 50 Meilen entfernten, nächstgelegenen Winterlager suchte. Cotta wird als tapfer und tugendhaft, Sabinus als feige und kopflos geschildert. Sabinus setzte sich durch. Die Römer verließen das bewaffnete Lager, so wie es Ambiorix gewollt hatte. Die Eburonen griffen die Marschkolonne in einem Talkessel an, so wie Cotta es vorausgesehen hatte. Die fünfzehn römischen Kohorten wurden fast vollständig aufgerieben. Cotta wurde durch einen Schleuderstein im Gesicht verwundet, weigerte sich aber, zusammen mit Sabinus die Schlacht zu verlassen und Ambiorix um sein und das Leben der Legionäre zu bitten.
Quintus Titurius Sabinus und die Centurionen der ersten Ordnung, die vor Ambiorix die Waffen gestreckt hatten, wurden niedergemetzelt. Auch Lucius Aurunculeius Cotta wurde in tapferem Kampf getötet, zusammen mit dem Großteil seiner Soldaten. Caesar bewahrte ihm in seinen Schriften ein ehrendes Andenken und gab alleine Sabinus die Schuld an dem „Unglück“ (calamitas) von Atuatuca. Dass Cotta wohl einen uns nicht erhaltenen Bericht über die Römische Republik geschrieben hat, geht aus einer Bemerkung bei Athenaios hervor.